# Еорема
Еорема — (грец. Αιωρημα , від грец. αιοω- піднімаю) — підйомна машина в театрі Давньої Греції (ін. назв. — механе — машина). За допомогою еореми «боги» і «герої» могли перебувати над сценою, спускатися з «неба» на «землю» або підніматися на «небо». Таким чином здійснювався, наприклад, постановочний прийом deus ex machina — раптова поява на сцені божества або міфологічного героя, що приводило заплутану дію до розв'язки. Еореми застосовувалися також в комедіях для пародіювання трагедій («Мир», «Жінки на святі Тесмофорій» Арістофана).

## Опис
Іноді еорему називали просто «машиною» (по-грецьки «механе»). Вона служила для того, щоб зімітувати спуск чи підйом богів або героїв з неба на землю а також показати їх нерухомо в повітрі. Інша назва для цієї машини була — «журавель», що дозволяє відновити в загальних рисах цей пристрій. «Журавель» — це дерев'яний нахилений стовбур, що в якійсь мірі нагадує довгу журавлину шию. Інші частини еореми складалися з підйомного елементу, канатів, що ковзали по блоці й прикріплялись до верхівки похилого важеля, з гаків на кінцях для підвішування предметів або дійових осіб, які піднімалися. Це пристосування мало різну форму в залежності від вимог драми — літаючої колісниці, крилатих коней і т. ін. Іноді актора, що «літав у повітрі», підвішували прямо до гака за ремені пояса.
Еорема могла підняти не більше трьох осіб. Сам корпус цієї підйомної машини був розташований у верхньому поверсі скени — за стіною, що створювала фон. Важіль і прикріплений до нього блок були приховані від очей виступом даха, проходили через отвір в цій стіні. Часто в ході п'єси виникала потреба показати глядачам небо, житло богів. Існують припущення, що такі події розігрувалися на даху скени або на особливому балконі, оточеному декоративними хмарами. Можливо, іноді поява бога відбувалося раптово, за допомогою особливої театральної машини, що представляла свого роду балкон, прикріплений до верхнього поверху скени. Поява богів зазвичай супроводжувалося громом і блискавкою. Грім виробляла спеціальна машина. Блискавка ж, імовірно, була просто намальована на полотні. Демнострацію блискавки в пізньому театрі можливо приблизно уявити, адже в ході розвитку в театр додали рухливі бічні декорації, так звані періакти. Періакти, за поясненням Вітрувія мали вигляд тристоронньої призми, що оберталася навколо своєї осі. На кожній стороні призми була намальована особлива декорація. У той час, коли з'являлося божество й чувся грім, показували одну зі сторін призми із зображенням грозового неба, що розсікала блискавка.

## Історія
Можливо, що еорема появилась ще за часів Есхіла, хоча достовірно підтвердити це твердження не можна. Софокл використав її в одній з трагедій, що дійшли до нашого часу — «Філоктет». У кінці цієї п'єси показується поява в повітрі Геракла, взятого, згідно з давньогрецькими міфами, після смерті богами на небо.
У Евріпіда більше половини п'єс закінчуються появою бога на підйомній машині. Звідси в давнину з'явилося навіть особливий вираз на позначення таких несподіваних розв'язок — «бог на машині» (більш відомий варіант «бог з машини»). Ця машина застосовувалася в трагедії Евріпіда «Беллерофонт». У цій п'єсі, від якої до нас дійшли лише фрагменти, її герой Беллерофонт піднімався на небо на крилатому коні Пегасі.
У комедії Арістофана «Мир» пародіюється цей політ Беллерофонта: хлібороб Тригей піднімається на небо на жуці-гнійнику, одночасно з жахом благаючи театрального машиніста не впустити його на землю. В іншій комедії Арістофана — «Жінки на святі Тесмофорій», що містить пародію на трагедію Евріпіда «Андромеда», яка не дійшла до наших часів, на еоремі з'являється сам Евріпід.
Як Беллерофонт, так і герой «Андромеди» Персей згадуються у лексикографа Полідевка. Він повідомляє (кн. IV, 128), що обидва ці персонажи використовують машину для польотів. Це свідчить про те, що деякі з театральних пристосувань, які згадуються Полідевком, можуть відноситися до V ст. до н. е. Сам Полідевк писав у II ст. н. е. На одній апулійській вазі, що зберігається в Метрополітен-музеї в Нью-Йорку, зображено, як Смерть і Сон несуть в повітрі тіло союзника троянців Сарпедона, який загинув під Троєю. Мати Сарпедона, Європу, в театральному костюмі можна побачити під портиком, де її оточують слуги. Усі вони дивляться на тих, хто підіймається в повітря.